# Collins International Trading Corporation Orange 2
Collins International Trading Corporation Orange 2 (Orange 2) је био професионални рачунар фирме Collins International Trading Corporation који је почео да се производи у САД од 1983. године.
Користио је MOS Technology 6502 као микропроцесор. RAM меморија рачунара је имала капацитет од 64 KB. 
Као оперативни систем кориштен је Apple DOS 3.X.

## Детаљни подаци
Детаљнији подаци о рачунару Orange 2 су дати у табели испод.
|                       |                                                                                         |
| [ 1 ]                 |                                                                                         |
| Произвођач            |                                                                                         |
| Тип                   | професионални рачунар                                                                   |
| Меморија              | 64 KB                                                                                   |
| Поријекло             | Сједињене Америчке Државе                                                               |
| Година                | 1983                                                                                    |
| Тастатура             | пуни помак тастера, 82 тастера са функцијским + тастерима смјера, и нумеричка тастатура |
| Процесор              |                                                                                         |
| Фреквенција процесора | 1 .                                                                                     |
| RAM                   | 64 KB                                                                                   |
| ROM                   | 16 KB                                                                                   |
| Текст                 | 40 знакова x 24 линије (80 x 24 ?)                                                      |
| Графика               | 40 x 40-48 (16 боја), 280 x 192 (6 боја)                                                |
| Боја                  | 16                                                                                      |
| Звук                  | уграђени звучник. 1 глас                                                                |
| Димензије             |                                                                                         |
| Портови               |                                                                                         |
| Оперативни систем     |                                                                                         |